# Pureza
Pureza là một đô thị thuộc bang Rio Grande do Norte, Brasil. Đô thị này có diện tích 504,317 km², dân số năm 2007 là 7079 người, mật độ 14 người/km².